# 奥托·哈什恰克
奥托·哈什恰克（1964年1月31日—），斯洛伐克男子冰球运动员。他曾代表捷克斯洛伐克、斯洛伐克参加1988年、1994年和1998年冬季奥林匹克运动会冰球比赛。